# Seleção Alemã de Futebol Sub-20
A Seleção Alemã de Futebol Sub-20, também conhecida por Alemanha Sub-20, é a seleção Alemã de futebol formada por jogadores com idade inferior a 20 anos.

## Títulos
- Campeonato Europeu de Futebol Sub-19: 1965,1970, 1981, 1986, 2008, 2014
- Campeonato Mundial de Futebol Sub-20: 1981